# Max Adler (Schauspieler)

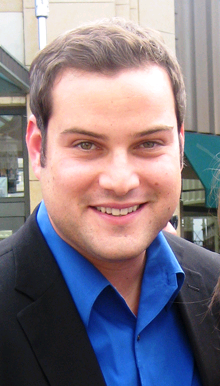
Max Adler 2011

Max Adler (* 17. Januar 1986 in Queens, New York) ist ein US-amerikanischer Schauspieler. Er erlangte Bekanntheit durch die Rolle des Dave Karofsky in der Fernsehserie Glee.

## Leben
Max Adler wurde am 17. Januar 1986 als erster Sohn von Lisa und Doug Adler in Queens, New York, geboren. Ein Jahr nach seiner Geburt zogen er und seine Familie erst nach Fountain Hills, Arizona, danach nach Scottsdale. Dort besuchte er die Horizon High School, wo er Mitglied des Schulchores war. Nachdem er seinen Abschluss gemacht hatte, zog er nach Los Angeles, um dort seine Karriere als Schauspieler zu beginnen. Seit Dezember 2015 ist er mit Jennifer Bronstein verheiratet.

## Karriere
Nach mehreren Auftritten in kleineren Produktionen bekam Adler die Rolle des Dave Karofsky in der Fernsehserie Glee. Da Ryan Murphy, der Produzent der Serie, mit der schauspielerischen Leistung Adlers sehr zufrieden war, entschied er sich dazu, dass sein Charakter öfter in der Serie zu sehen sein wird. Als aufgedeckt wurde, dass Karofsky homosexuell ist, löste dies viele Reaktionen, vor allem in den sozialen Netzwerken, aus, die größtenteils positiv ausfielen. Er sagte selbst dazu, dass er froh sei, eine so große Gruppe von Menschen zu repräsentieren. Adler erhielt außerdem viele positive Kritiken für sein schauspielerisches Vermögen in der Glee-Episode On My Way, in der sein Charakter versucht, Suizid zu begehen. Das Billboard-Magazin bezeichnete seinen Auftritt als „herzzerreißend“.
Seit 2008 ist Max Adler Schauspieler am The Porters of Hellsgate Theatre in Los Angeles, wo er in mehreren Produktionen auftritt. Im Oktober 2013 wurde berichtet, dass er die Rolle des Tank in der Serie Switched at Birth verkörpern wird. 2014 spielte er im Kinofilm Believe Me mit.

## Filmografie (Auswahl)

### Serien
- 2006: Pepper Dennis (Fernsehserie, 1 Episode)
- 2006: What About Brian (Fernsehserie, 1 Episode)
- 2006: Ghost Whisperer – Stimmen aus dem Jenseits (Ghost Whisperer, Fernsehserie, 1 Episode)
- 2009: Cold Case – Kein Opfer ist je vergessen (Cold Case, Fernsehserie, 1 Episode)
- 2009–2015: Glee
- 2014: Blue Bloods – Crime Scene New York (Fernsehserie, 1 Episode)
- seit 2014: Switched at Birth
- 2015: The Big Bang Theory (Fernsehserie, 1 Episode)
- 2016: Rizzoli & Isles (Fernsehserie, 1 Episode)
- 2017: The Night Shift (Fernsehserie, 1 Episode)
- 2018: Criminal Minds (Fernsehserie, 1 Episode)

### Filme
- 2010: Wolf Town
- 2011: Sweet Old World
- 2014: Saugatuck Cures
- 2014: Believe Me
- 2014: Blindes Vertrauen (23 Blast)
- 2016: The Midnight Man
- 2016: Café Society
- 2016: Sully
- 2019: Mope
- 2020: The Trial of the Chicago 7